# Porto Alegre Futebol Clube
El Porto Alegre Futebol Clube es un club de fútbol brasilero de la ciudad de Porto Alegre. Fue fundado en 1996 y juega en el Campeonato Gaucho.